# Stanley Podzieliński
Stanley Podzieliński (ur. 17 grudnia 1925 w Utice, zm. 20 stycznia 2019 w Fort Wayne) – weteran II wojny światowej, działacz polonijny w USA, wieloletni przewodniczący Komitetu Płockiego przy Stowarzyszeniu Międzynarodowych Miast Partnerskich w Fort Wayne (ang. Fort Wayne Sister Cities International, skr. FWSCI) oraz prezes Loży Orła Białego w Fort Wayne (ang. White Eagle Lodge) będącej oddziałem lokalnym Związku Narodowego Polski w Stanach Zjednoczonych Ameryki. Od 2007 r. Honorowy Obywatel Miasta Płocka.

## Życiorys
Urodził się w polskiej rodzinie emigracyjnej Adolfa Podzielińskiego i Anieli z domu Majkryckiej (Majkrzyckiej/Majchrzyckiej), w której na co dzień posługiwano się językiem polskim. Jego ojciec pochodził z okolic Grodna i wyemigrował do USA w wieku 17 lat, natomiast matka pochodziła z Boguchwały koło Rzeszowa i wyjechała do Ameryki w wieku 15 lat. Jego rodzice osiedlili się w Utice w stanie Nowy Jork, gdzie pobrali się w 1923 roku. Był najstarszym z trójki rodzeństwa, obok Alicji i Leonarda.
Edukację rozpoczął w polskiej szkole katolickiej, a następnie kontynuował ją w amerykańskiej szkole średniej. Po ukończeniu szkoły w 1943 roku wstąpił do Korpusu Piechoty Morskiej Stanów Zjednoczonych. W czasie służby wojskowej brał czynny udział w operacjach wojennych na Kwajalein (Walki o Wyspy Marshalla) i na Okinawie (Bitwa o wyspę Okinawa), a po kapitulacji Japonii w 1945 roku był członkiem sił okupacyjnych stacjonujących w Yokusuce. W sierpniu 1946 roku został zwolniony ze służby wojskowej i wrócił do kraju, gdzie rozpoczął studia pierwszego stopnia na Uniwersytecie Washingtona w Seattle. Następnie ukończył studia uzupełniające na Uniwersytecie Bostońskim, gdzie uzyskał dyplom magisterski w dziedzinie Public Communication. W 1951 roku związał się zawodowo z General Electric, gdzie przepracował niespełna 30 lat, aż do swojej emerytury w 1978 roku. 24 kwietnia 1954 roku zawarł związek małżeński z Eugenią Scatko, z którą doczekał się sześciu synów Craiga, Erica, Scotta, Bretta, Johna i Marka oraz 2 córek Jill i Lynn.

## Współpraca z Płockiem
W 1989 roku przebywający na wspólnym kampusie Uniwersytetu Indiany i Uniwersytetu Purdue w Fort Wayne (ang. Indiana University–Purdue University Fort Wayne, skr. IPFW) profesor Bronisław Misztal zaproponował władzom miasta Fort Wayne nawiązanie kontaktów partnerskich z władzami miasta Płocka. Dzięki staraniom profesora Bronisława Misztala związanego z Uniwersytetami Indiany i Purdue, Romana Hildta założyciela grupy Universal Express, Andrzeja Celińskiego polskiego senatora i działacza Solidarności oraz Stanleya Podzielińskiego, zrodziła się koncepcja nawiązania trwałej współpracy pomiędzy obydwoma miastami, która ziściła się w 1990 roku podpisaniem dwustronnej umowy o współpracy.
W konsekwencji Stanley Podzieliński na przestrzeni lat aktywnie wspierał i podejmował liczne inicjatywy pogłębiające współpracę pomiędzy obydwoma społecznościami. Pełnił funkcję przewodniczącego Komitetu Płockiego przy Stowarzyszeniu Międzynarodowych Miast Partnerskich w Fort Wayne, a także kierował Lożą Orła Białego w Fort Wayne wchodzącą w skład Związku Narodowego Polski w USA.

## Upamiętnienie
W 2007 roku uchwałą Rady Miasta Płocka przyznano mu godność Honorowego Obywatela Miasta Płocka. Z kolei w 2020 roku jego imieniem zostało nazwane rondo na osiedlu Kolegialna w Płocku, a rok później na budynku mieszkalnym obok ronda przy ul. 3 Maja 15, powstał mural projektu Mariusza Libela zatytułowany Stan Zjednoczenia poświęcony upamiętnieniu jego osoby.